# Karlu Karlu
Karlu Karlu – rezerwat przyrody położony w Terytorium Północnym w Australii, przy drodze Stuart Highway, około 480 km na północ od Alice Springs i 110 km na południe od Tennant Creek.
Obszar pustynny (Tanami), na którym wytworzone zostały, wskutek procesów atmosferycznych i chemicznych, skały w kształcie zbliżonym do kuli. Rozmiar kamieni dochodzi do 7 m średnicy.
Przez Aborygenów uznawane za miejsce kultu religijnego.